# Britische Klasse 397
Die Elektrotriebzüge der britischen Klasse 397 werden von TransPennine Express (TPE) im Nordwesten Großbritanniens eingesetzt. Hersteller CAF baute von 2017 bis 2019 zwölf Fünfwagenzüge auf Basis der Plattform Civity UK. Vom Betreiber werden die 200 km/h schnellen Züge Nova 2 genannt.
Die Fahrzeuge sind im Besitz von Eversholt Rail, das die Züge langfristig verleast. Die Instandhaltung erfolgt durch Alstom in Manchester.

## Geschichte
Im April 2016 übernahm TransPennine Express Verkehre im Norden Englands und nach Schottland. Für Angebotsverbesserungen wurden zuvor 44 neue 200 km/h schnelle und aus fünf Wagen bestehende Züge beschafft und bestehende Züge modernisiert. Die als Nova 1, 2 oder 3 vermarkteten Neufahrzeuge sind für jeweils eines der drei Teilnetze von TPE vorgesehen. Den Nova 2 kommen dabei die rein elektrisch betriebenen Verkehre im Nordwesten als Einsatzgebiet zu. Alle drei Fahrzeugtypen wurden am 22. November 2019 im Bahnhof Liverpool Lime Street präsentiert.
2018 führte CAF Versuchsfahrten in Velim durch.
Am 30. November 2019 nahm der erste Nova 2 den Fahrgastbetrieb auf.

## Einsatz

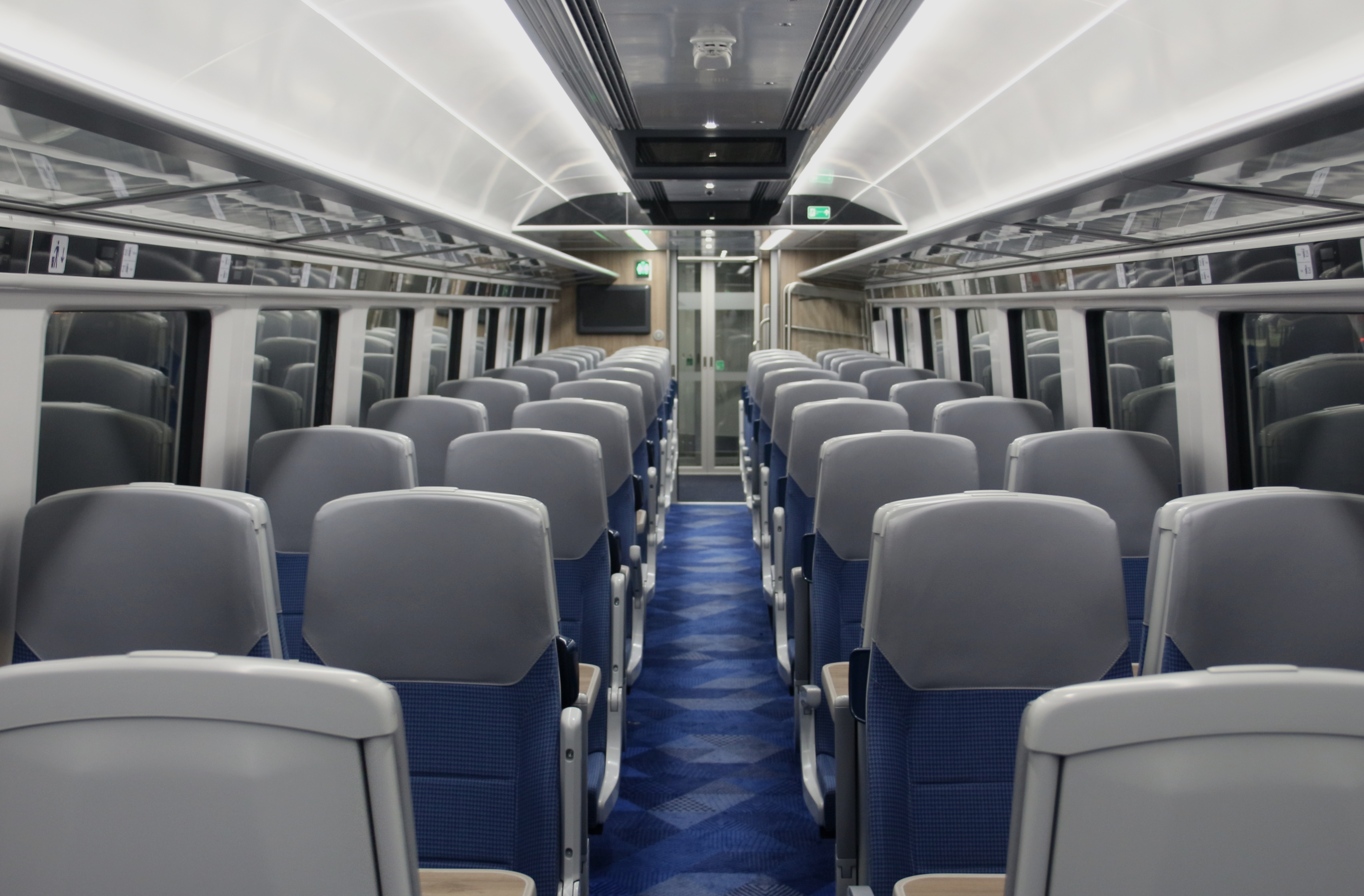
Innenraum in der 2. Klasse

Die Nova 2 werden von TPE auf dem Teilnetz North West eingesetzt. Sie verkehren vorrangig auf der West Coast Main Line von den Bahnhöfen Manchester Airport oder Liverpool Lime Street über Preston nach Glasgow Central oder Edinburgh Waverley.
Für die Fahrgäste stehen WLAN und eine Steckdose je zwei Plätze zur Verfügung. Zudem ist eine elektronische Sitzplatzreservierung möglich. Es gibt vier Toiletten im Zug, davon ist eine barrierefrei. Für vier Fahrräder sind Stellplätze vorhanden.